# Río Comoro
El Río Comoro (en portugués: Rio Comoro o bien Ribeira de Comoro) es un río mayormente seco en el pequeño país asiático e insular de Timor Oriental, que lleva agua solo durante la temporada de lluvias. Los lugareños utilizan la arena de río como material de construcción. En el Suco Leorema (Distrito Liquiçá) cambia es conocido como el nombre de Ermela. Como Anggou fluye hacia el este, y forma la frontera entre Liquiçá y el distrito de Ermera. En la estación seca el suministro de agua se agota en las montañas y solo hay un amplio campo de grava donde el río desemboca.